# Agnetorps socken
Agnetorps socken i Västergötland ingick i Vartofta härad och är sedan 1974 en del av Tidaholms kommun, från 2016 inom Tidaholms distrikt.
Socknens areal är 38,25 kvadratkilometer land. År 1988 fanns här 1 390 invånare. En del av Tidaholm ligger i socknen.
Som sockenkyrka användes Tidaholms kyrka i staden. Denna kyrka invigdes 1841 och ersatte då Agnetorps och Baltaks medeltidkyrkor, som revs. Detta på initiativ av baronerna Rudbeck och von Essen. Agnetorps kyrka låg inte långt från där Tidaholms kyrka idag ligger.

## Administrativ historik
Socknen har medeltida ursprung. 
Vid kommunreformen 1862 övergick socknens ansvar för de kyrkliga frågorna till Agnetorps församling och för de borgerliga frågorna bildades Agnetorps landskommun. 1895 utbröts Tidaholms köping ur landskommunen, 1910 ombildad till Tidaholms stad. 1943 inkorporerades ytterligare delar från socknen till staden. Landskommunen uppgick 1952 i Hökensås landskommun som 1974 uppgick i Tidaholms kommun. Ur församlingen utbröts 1900 Tidaholms församling vari hela Agnetorps församling uppgick 1992.
1 januari 2016 inrättades distriktet Tidaholm, med samma omfattning som Tidaholms församling hade 1999/2000 och fick 1992, och vari Agnetorps sockenområde ingår.
Socknen har tillhört län, fögderier, tingslag och domsagor enligt vad som beskrivs i artikeln Vartofta härad. De indelta soldaterna tillhörde Skaraborgs regemente Kåkinds kompani.

## Geografi
Agnetorps socken ligger närmast nordost och öster om Tidaholm kring Tidan och med Hökensås i öster. Socknen är en odlingsbygd kring Tidan och är i öster en skogsbygd.

## Fornlämningar
Från järnåldern finns gravar, stensättningar och domarring. Vid gården Nordtorp finns ett gravfält med fyra gravhögar och en stensättning, den sistnämnda något osäker på grund av gammal grustäkt, och vid Hjulåsen finns ett annat gravfält med en rund stensättning, sju domarringar och tre resta stenar. Möjligen kan några klumpstenar på platsen utgöra ytterligare en domarring. Vid Munkåsen har man hittat en skafthålsyxa av bergart, nu förkommen, och liknande fynd har hittats vid Nyholm, Leringen med mera.
Vid Leringen har man under odlingsarbeten funnit en flintdolk, och vid gården Järnåsen har man hittat ett järnsvärd.
Även en kolerakyrkogård finns i socknen från något nyare tid, troligen 1700-1800-tal.

## Namnet
Namnet skrevs 1248 Angguthorpp och kommer från en gård. Efterleden är torp, 'nybygge'. Förleden innehåller möjligen ett äldre namn på en del av Tidan, Anga, 'den ångande, dimmiga' eller 'den trånga'.
Förr skrevs namnet även Ångarps socken, eller Ångarpa socken (från kyrkoboken Acklinga (R) C:2 (1747-1805).)